# Fisura de Serpens-Aquila

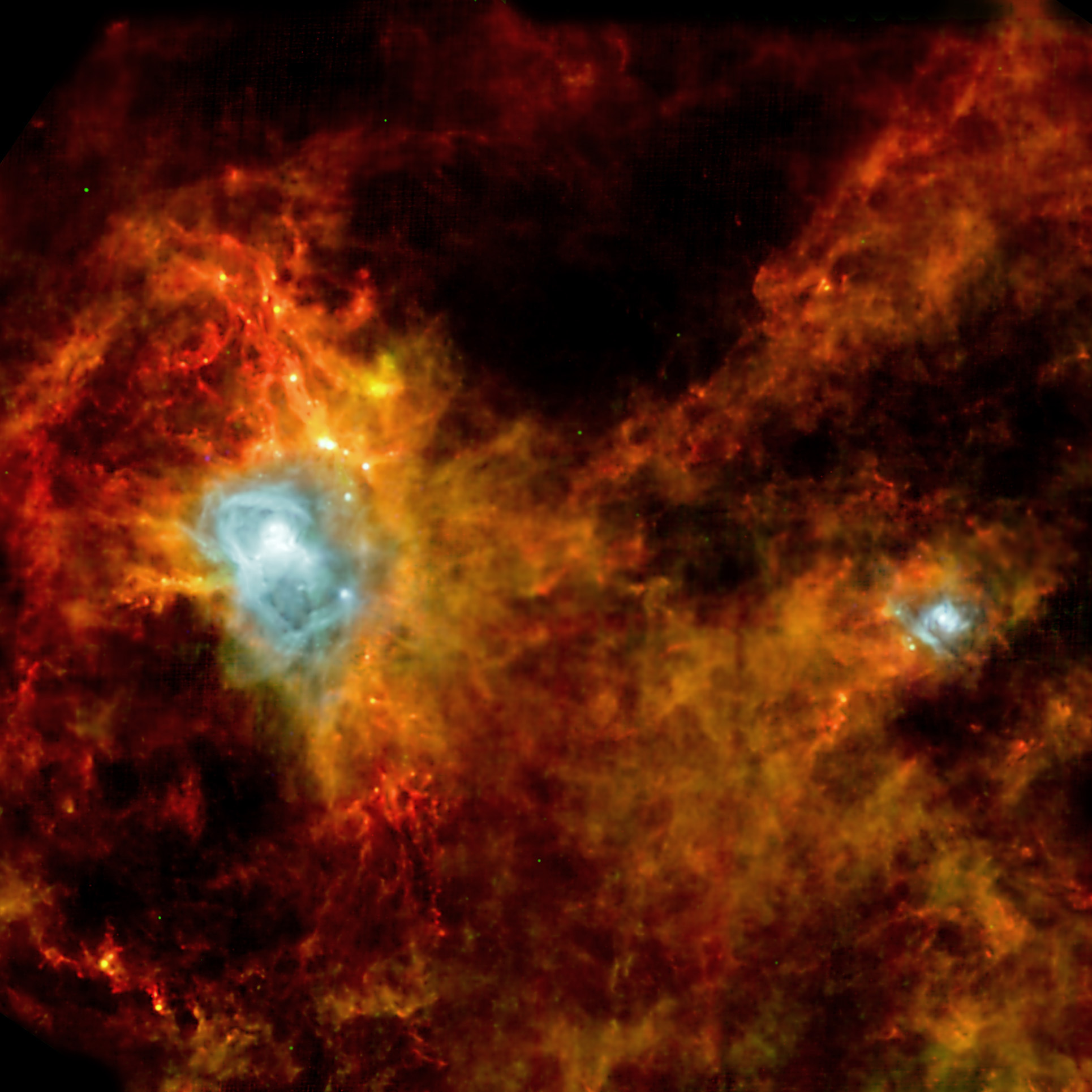
Imagen en infrarrojo desde el Herschel de W40 y una parte de la grieta de Serpens-Aquila

La Grieta de Serpens-Aquila (también conocida como la Grieta Aquila) es una región del cielo en las constelaciones del Águila, de la Cola de la Serpiente , y la occidental Ofiuco conteniendo nubes oscuras interestelares. Esta región forma parte de la Gran Grieta, una banda oscura que pasa por el medio del plano de la Vía Láctea. Las nubes que forman esta estructura son llamadas "nubes moleculares", constituyendo una fase del medio interestelar, el cual es frío y suficientemente denso como para formar, particularmente hidrógeno molecular (H2). Estas nubes son opacas a la luz en la parte visible del espectro debido a la presencia de polvo interestelar mezclado con los componentes gaseosos de las nubes. Por tal razón, las nubes en la grieta de la Serpiente - Águila bloquean la luz de las estrellas del fondo en el disco de la galaxia, formando la grieta oscura. Este complejo está ubicado en dirección hacia el centro de la galaxia, en donde estas nubes moleculares son comunes, así es posible que no todos los componentes de la grieta se encuentren a la misma distancia y físicamente asociados unos con otros.
Varias regiones formadoras de estrellas se proyectan hacia ( o cerca) de la dirección de la grieta de la Serpiente - Águila, incluyendo Westerhout 40, la Serpens Main, el Serpens South, Serpiente NH3, y MWC297/SH2-62.

## Distancia

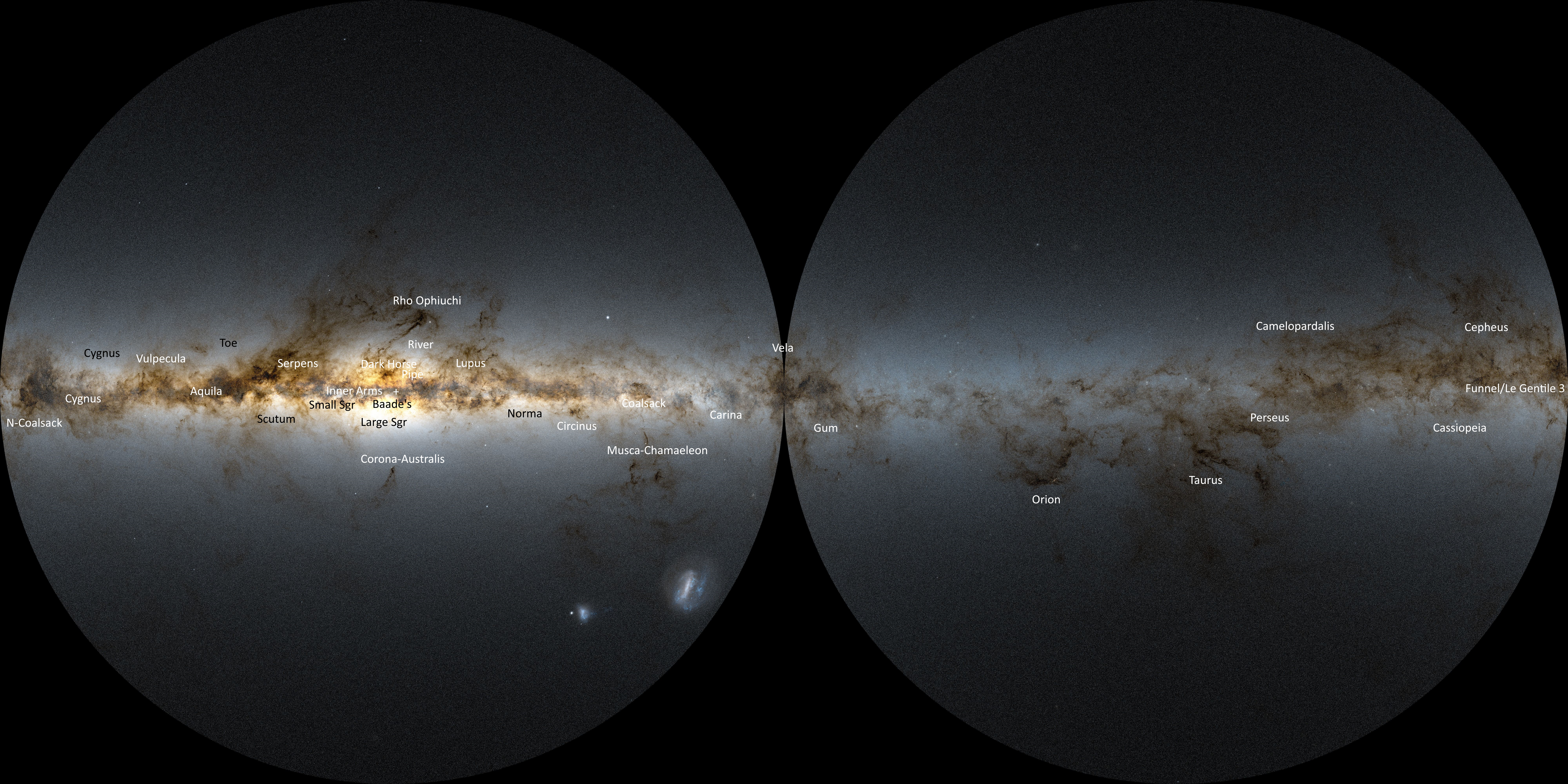
Vista

Las distancias a estas nubes moleculares y regiones formadoras de estrellas en la Vía Láctea han sido difíciles de situar. Mediante el conteo del número de estrellas en el frente de la grieta de la Serpiente -Águila, y usando modelos estadísticos de la distribución de las estrellas en la galaxia, los astrónomos han estimado que las estrellas comienzan a ser obscurecidas por las nubes a una distancia de 225±55 pársecs.
Por fuentes de radio del cúmulo de estrellas de la Cabeza de la Serpiente, mediciones de paralaje del VLBA arrojan una distancia de 415+-15 pársecs. La distancia para Westerhout 40 ha sido estimada en 500 parsecs utilizando modelos de luminosidad estelar.

## Formación de estrellas
Westerhout 40 contiene la mayor agrupación de estrellas jóvenes en la región, aproximadamente 500 protoestrellas y la estrella masiva de clase O IRS 1A South. La Serpens Main es otro cúmulo reciente en el cual más de 100 estrellas jóvenes han sido descubiertas. Observaciones hechas por el Telescopio Espacial Spitzer revelaron que en la guardería estelar sur de la Serpiente hay un denso filamento molecular. Protoestrellas clase O han sido identificadas por observaciones milimétricas radiales de Westerhout 40 y Serpens South.
Serpens South es un cúmulo de estrellas inserto en un denso filamento molecular conteniendo numerosas protoestrellas. Debido al gran número de protoestrellas y núcleos pre-estelares en la zona, se considera que Serpiente Sur tiene la mayor actividad de formación de estrellas en la Grieta Serpiente-Águila. Un campo magnético de gran escala fue descubierto en la zona, el cual es perpendicular al filamento de la nube principal, pero subfilamentos tienden a correr paralelos a este filamento. Este campo magnético puede ser el responsable de enlentecer el colapso gravitacional de los grupos moleculares en el grupo.
EL observatorio espacial Herschel realizó un mapa de esta región del cielo en las ondas media y alta del infrarrojo. El cúmulo molecular en esas longitudes de onda es trazado por la emisión de polvo caliente en las nubes, permitiendo sondear la estructura de las nubes. El análisis de onda corta de las nubes moleculares en los aproximadamente 11 grados cuadrados del campo de vista del Herschel parte las nubes en numerosos filamentos, mayormente en y alrededor de la región Westerhout 40. Un número de posibles "núcleos no estelares" - cúmulos de gas superdenso que pueden colapsar gravitacionalmente para formar nuevas estrellas - se han notado en esta región, mayormente colocados a lo largo de los filamentos moleculares. Observaciones milimétricas del telescopio IRAM de 30 metros han proveído confirmación para 46 de estos núcleos no estelares y protoestrellas de clase 0/I en las regiones de Westerhout 40 y Serpiente Sur.

## En la cultura
La Grieta del Águila fue mencionada en el cuento corto "Más allá de la grieta del Águila" por Alastair Reynolds en la antología de ciencia ficción Constelaciones del 2005.